# Deep funk
Genres dérivés
Hip-hop, rare groove (en), northern soul
Le deep funk est un genre musical dérivé du funk.

## Histoire et caractéristiques
Le terme de « deep funk » est proposé par le DJ Keb Darge pour désigner une nouvelle soirée londonienne, au début des années 1990.
Le deep funk se caractérise par un son « dur et maigre » et qui met l'accent sur le groove, l'improvisation et la musicalité plutôt que sur l'écriture traditionnelle. Le terme est également utilisé pour décrire des enregistrements funk rares recherchés par les collectionneurs et les DJ. Des groupes et artistes tels que James Brown et les Meters ont été les points de référence de base de ce style.
Le deep funk gagne ensuite en popularité grâce aux producteurs de hip-hop qui cherchaient de nouveaux morceaux à sampler, ainsi qu'aux scènes britanniques de rare groove et de northern soul. Bien que la plupart des enregistrements de deep funk aient été publiés à l'origine sur des 45 tours, les sorties modernes de labels tels que Goldmine, BBE et Stones Throw, ainsi que les compilations de deep funk de DJ Keb Darge, ont contribué à faire entrer le style dans l'ère du CD.